# Круг языческой традиции
«Круг языческой традиции» (КЯТ) — одно из российских объединений в рамках славянского неоязычества (родноверия) и других течений. Общины присутствуют также в Белоруссии и Германии.

## История
Центром объединения была «Московская славянская языческая община» (МСЯО). В 2000 году МСЯО и общинами Московской области было подписано Коломенское обращение о том, что необходимо вечевое устройство организации. В 2002 году на Чертановском капище в Битцевском лесопарке (Москва) ими было создано незарегистрированное движение «Круг языческой традиции».
17 марта 2002 года на капище в Битцевском лесопарке главами пятнадцати языческих общин и организаций был подписан Битцевский договор о создании незарегистрированного движения «Круг языческой традиции», «Объединённого Жреческо-волховского Совета Круга Языческой Традиции». К Битцевскому договору прилагалось Битцевское обращение — декларация основных положений идеологии объединения родноверов. В обращении говорится, что «язычники — это люди одного языка, принадлежащие одной Традиционной культуре, одному роду-племени». Язычник «почитает своих богов (Обожествлённые предки — эвгемерические боги, и мы их потомки — „внуци“. Однако, есть Боги как фундаментальные Силы Мира) — пращуров, знание о которых раскрывается богами лично ему».
Инициаторами создания объединения явились лидеры неоязыческих групп Москвы и Московской области: «Круг Бера» (А. Е. Наговицын — Велемудр, позже исключённый, Д. А. Гаврилов — Иггельд, К. В. Бегтин — Огнеяр), «Московская славянская языческая община» (С. Игнатов — Млад), община «Коляда» (А. Потапов — Мезгирь, Н. Н. Сперанский — Велимир, основавший в 1995 московский центр «Вятичи» и соучредитель Европейского конгресса этнических религий) и др.
В марте 2004 года три входившие в КЯТ общины («Родолюбие — Коляда вятичей», Содружество природной веры «Славия» и «Московская славянская языческая община») направили письмо мэру Москвы Юрию Лужкову с обращением в защиту московских курганов в качестве мест почитания предков и совершения языческих ритуалов. Они также указывали на факты осквернения их капищ и идолов и требовали защитить их права на проведение обрядов в местах, рассматриваемых ими как святые.
Летом 2004 года в ходе Купальского праздника КЯТ едва не распался по причине соперничества двух групп, одна из которых, «Круг Бера», поклонялась Велесу, а другая, «Московская славянская языческая община» предпочитала Перуна. Конфликт удалось разрешить с трудом.
В период своего рассвета КЯТ насчитывал до 500 активистов. Первым его главой был избран волхв Огнеяр (К. Бегтин), а его заместителем — жрец Млад (С. Игнатов), хотя некоторые авторы называют иные персоналии.
В феврале 2014 года объединение призвало своих сторонников поддержать на всенародном голосовании «Имя Победы» князя Вещего Олега, а также генералов и маршалов — героев Отечественной войны 1812 года и Великой Отечественной войны.

## Учение
Особенность «Круга языческой традиции» составляет объединение сторонников не только славянского неоязычества, но и в целом «индоевропейской традиции» (эллинской, германской и др.).
«Круг языческой традиции» определяет себя как «международное общественное движение, исторически возникшее на основе Битцевского обращения и Битцевского договора 2002 года, принятых рядом объединений сторонников Родовой Веры славян, Северной Традиции, общей индоевропейской, Арийской, Ведической Традиции».
Одним из побудительных мотивов для создании КЯТ была идея отмежевываются от национал-шовинизма. Характерной чертой направления родноверия, которое представляет КЯТ, является понимание родноверия как «религии природы» с присущей ей терпимостью и идеями естественного многообразия.
Декларируемые цели объединения (2004):
- возрождение и распространение в странах, где действуют участники движения, «исконных народных верований, традиций, мироотношения, природного образа жизни своих народов»;
- государственное признание «традиционных языческих верований» в соответствии с их самоопределением, защита прав «язычников» и их объединений;
- обращение «Родовых и Природных» ценностей, принципов и методов на пользу своей стране, Земле и «человеческому Роду»[5].

Деятельность организации осуществляется на основании «Манифеста языческой Традиции», неоднократно переизданного в России, в Белоруссии, на Украине и в Литве.
КЯТ утверждает, что в нём приветствуются все индоевропейские «природно-мифологические» воззрения. В организации, кроме славянских, есть общины и группы верующих в «эллинских» и «эддических» богов. Когда в 2007 году в Коломенском в честь присоединения Якутии к России установили якутское капище, жрецы КЯТ за отсутствием в той же столице официально признанного капища для лиц «славянской веры», стали проводить свои годовые календарные обряды там.
В настоящее время в рамках «родноверческой» субкультуры, объединяемой информационной инфраструктурой, почитанием общих божеств, обрядностью и ощущением противостояния глобализму, КЯТ наряду с «Союзом славянских общин славянской родной веры» (ССО СРВ) является движением, стремящейся к объединению разрозненных общин и отдельных неоязычников.
В августе 2008 года после акта вандализма на одном из капищ четыре объединения, «Союз славянских общин славянской родной веры» (ССО СРВ), «Круг языческой традиции» (КЯТ), «Велесов круг» и «Схорон еж словен» (Владимир Голяков — Богумил Второй), начали сближение, создав Консультационный совет четырёх объединений. В него вошли по два представителя от каждого объединения, в том числе Вадим Казаков и Максим Ионов (жрец Белояр) — от ССО СРВ, Дмитрий Гаврилов (волхв Иггельд) и Сергей Дорофеев (волхв Веледор) — от КЯТ, Д. А. Гасанов (волхв Богумил) — от «Велесова круга». Почвой для этого стало совместное выступление против осквернения священных мест, почитаемых язычниками, а также неприятие того, что они назвали «псевдоязычеством». В 2011 году «Схорон еж словен» добровольно покинул Совет.
В декабре 2009 года ССО СРВ и КЯТ сделали совместное заявление, в котором осуждаются авторы Валерий Чудинов, Николай Левашов, Геннадий Гриневич, Александр Хиневич, Алексей Трехлебов:

Декларируемые ими воззрения, хотя и являются авторским творчеством упомянутых граждан или их сознательной провокацией, подаются как образцы языческих взглядов и языческого миропонимания. Мы не можем разделить идеологические и околонаучные взгляды перечисленных лиц и их последователей. Более того… Мы считаем своим долгом предупредить всех сторонников языческого мировоззрения о том, что при чтении книг названных авторов они могут быть введены в заблуждение теориями, замаскированными под науку, которые изложены в сочинениях упомянутых лиц. Это псевдоязыческое учение, псевдолингвистика, лженаука и откровенные домыслы. В конечном счёте всё это ведёт лишь к дискредитации как современного языческого движения, так и российской науки.
По мнению религиоведа A. B. Гайдукова, это обращение является попыткой части родноверов оградить себя от радикальных проявлений национализма или «эзотерических девиаций».
В мае 2012 года ССО СРВ, Содружество общин «Велесов круг» и КЯТ заключили соглашение «О жрецах славянских», в котором, в частности, признали псевдонаучными и наносящими вред «Славянской вере» теории на почве мифологии и фольклористики А. И. Барашкова (Асова), В. Ю. Голякова (Богумила Второго), Ю. В. Гомонова, Н. В. Левашова, А. В. Трехлебова, В. А. Шемшука; теории на поприще языка, речи и традиционного мышления Н. Н. Вашкевича, Г. С. Гриневича, М. Н. Задорнова, А. Ю. Хиневича, В. А. Чудинова; теории на поприще истории — Ю. Д. Петухова, А. А. Тюняева, А. Т. Фоменко, а также их продолжателей, последователей и им подобных.
В первом пункте того же соглашения говорится, что славянскими жрецами и жрицами могут быть только представители «славянского народа», а и в исключительных случаях другие носители «индоевропейского родового наследия и обычая», принявшие славянские язык, культуру и «родную веру» и доказавшие принадлежность к «славянству».
В декабре 2013 года ССО СРВ, «Велесов круг» и КЯТ выступили с осуждением лидера «украинской религиозной секты» «Родовое огнище славянской родной веры» Владимира Куровского.
Согласно «Слову о Вечевом центре и Содружестве языческих объединений» (2016), представители объединения рассматривают в качестве тождественных понятия «язычество», «Традиция», «Природная Традиция» и «Природная Вера».
27 августа 2016 года в Коломенском (Москва) состоялось совещание восемнадцати волхвов и жрецов — представителей ряда неоязыческих объединений — славянских, «эллинских», северогерманских, и последователей «Европейского ведовства». Собранию предшествовало длительное предварительное обсуждение рабочей группой насущных проблем неоязыческого движения. На встрече были представлены: «Международная языческая федерация» (PFI), ССО СРВ, КЯТ, «Велесов круг», «Московский дом виккан», Олимпийская религиозная лига «Освобождение разума», альманах «Сага» («проект Союза вольных асатру»), «Собрание славянских общин Родная земля». Был образован «Вечевой центр языческих объединений», а в последующие месяцы приняты его концептуальные документы. В состав этого коллегиального органа, включающего 24 неоязыческих деятеля, входят 7 представителей КЯТ. Предлагается «создать Содружество объединений (последователей Природной Веры) в России, Беларуси и других странах, сплочённых общим историко-культурным пространством».

## Структура
«Кругом языческой традиции» управляет Совет. По состоянию на 2016 год в КЯТ входили общины славянского неоязычества в следующих городах: Москва (включая центр «Купала», созданный в 1990 году Г. П. Якутовским — Всеславом Святозаром), Троицк, Долгопрудный, Сергиев Посад Московской области, Калининград, Краснодар, Оренбург, Владимир, Муром, Рязань, Казань, Биробиджан, а также в Белоруссии (Школа «Традиции здоровья славян» Геннадия Адамовича); международная община «Дом Сварога» (Москва, Санкт-Петербург и Росток в Германии), группы последователей эллинского неоязычества «Лига освобождения разума» (Омск и Волгоград), германо-скандинавские общины — Подольск и Королёв Московской области). Отмечается аморфность объединения.